# Port lotniczy Surabaja-Juanda
Port lotniczy Surabaja-Juanda (indonez. Bandara Juanda) – międzynarodowy port lotniczy koło Surabai (ok. 20 km na południe od centrum miasta), w Indonezji.

## Linie lotnicze i połączenia

### Krajowe
- Adam Air (Balikpapan, Banjarmasin, Dżakarta, Manado, Ujung Pandang)
- Indonesia AirAsia (Dżakarta, Balikpapan)
- Batavia Air (Balikpapan, Banjarmasin, Denpasar, Dżakarta, Kupang, Palangkaraya, Ujung Pandang, Jogyakarta)
- Garuda Indonesia (Bandung, Banjarmasin, Banyuwangi, Banda Aceh, Denpasar, Dżakarta, Kupang, Makasar,  Zainuddin Abdul Madjid, Semarang)
- Kartika Airlines (Balikpapan, Dżakarta)
- Lion Air (Ambon, Balikpapan, Banjarmasin, Batam, Denpasar, Dżakarta, Kupang, Mataram, Ujung Pandang, Jogyakarta)
- Mandala Airlines (Batam, Denpasar, Dżakarta, Semarang)
- Merpati Nusantara Airlines (Bandung, Denpasar, Dżakarta, Mataram, Ujung Pandang)
- Wings Air (Dżakarta)
- Sriwijaya Air (Balikpapan, Banjarmasin, Dżakarta, Kupang, Semarang, Ujung Pandang)

### Międzynarodowe
- AirAsia
  - Indonesia AirAsia (Kuala Lumpur)
- Cathay Pacific (Hongkong)
- EVA Air (Tajpej-Taiwan Taoyuan)
- Garuda Indonesia (Dżudda, Kuala Lumpur, Medyna, Singapur)
- Lion Air (Kuala Lumpur)
- Malaysia Airlines (Kuala Lumpur)
- Merpati Nusantara Airlines (Kuala Lumpur)
- Singapore Airlines
  - SilkAir (Singapur)
- Royal Brunei Airlines (Bandar Seri Begawan)
- Valuair (Singapur)